# Michael Wittenborn
Michael Wittenborn (* 31. Mai 1953 in Bielefeld) ist ein deutscher Schauspieler.

## Leben und Wirken
Michael Wittenborn wuchs als Sohn eines Kaufmanns in Bielefeld auf, erlernte nach kurzem Philosophiestudium den Beruf des Schriftsetzers und spielte kleinere Rollen am Stadttheater Bielefeld. Von 1977 bis 1980 ließ er sich an der Otto-Falckenberg-Schule in München zum Schauspieler ausbilden. Seinen ersten Fernsehauftritt 1978 in der Fernsehserie Derrick vermittelte ihm Inge Birkmann; sein erstes Engagement erhielt er zu Beginn der 1980er Jahre in Wuppertal. Anschließend spielte Wittenborn am Landestheater Tübingen, bevor ihn Ivan Nagel an das Staatstheater Stuttgart holte. Mit Frank Baumbauer, der in Stuttgart stellvertretender Intendant des Schauspiels war, wechselte Wittenborn 1987 an das Theater Basel und 1992 an das Hamburger Schauspielhaus, dessen Ensemble er bis zum Jahr 2000 angehörte. Nach den Münchner Kammerspielen, dem Burgtheater Wien und (von 2007 bis 2013) dem Schauspiel Köln ist er seit der Spielzeit 2013/2014 wieder zurück in Hamburg.
Wittenborn erlangte u. a. durch seine Auftritte in den Fernseh-Mehrteilern von Dieter Wedel Der große Bellheim, Der Schattenmann und Die Affäre Semmeling größere Bekanntheit. Auch in mehreren Folgen der Fernsehreihe Tatort wirkte er mit. Zudem spielte er die Hauptrolle in dem Sechsteiler Rosowski.
Wittenborn ist mit der Regisseurin und Intendantin Karin Beier verheiratet. Das Paar hat eine Tochter, die Schauspielerin Momo Beier.
Zudem spielte er öfter zusammen mit Dieter Pfaff in Filmen, wie in Die Affäre Semmeling, Der Dicke oder Bloch: Die Lavendelkönigin.

## Theaterrollen (Auswahl)
- Leonce und Lena (Leonce) Regie: Inge Flimm
- Der Kaufmann von Venedig (Shylock) Regie: Johannes Klaus
- Die wahre Geschichte des Ah Q (Wang) Regie: Meinhard Zanger
- Ivanov (den Ivanov) Regie: Jossi Wieler
- Endspiel (Ham) Regie: Nils-Peter Rudolph
- Die Räuber (den Franz Moor) Regie: Antje Lenkeit
- Wilhelm Tell (den Gessler) Regie: Frank Castorf
- Penthesilea (den Achilles) Regie: Barbara Bilabel
- Eines langen Tages Reise in die Nacht (Jamie) Regie: Werner Schröter
- Don Carlos (Marquis Posa) Regie: Nils-Peter Rudolph
- Die Hochzeit (den Prof. Thut) Regie: Christoph Marthaler
- St. Pauli Saga (den Schnauzen-Kalle) Regie: Wilfried Minks
- Puntila und sein Knecht Matti (den Puntila) Regie: Frank Castorf
- Stecken, Stab und Stangl (ohne Namen) Regie: Thirza Brunken
- Die Fledermaus (den Eisenstein) Regie: Frank Castorf
- Maß für Maß (den Herzog Vincencio) Regie: Karin Beier (Schauspiel Köln)
- Der Gott des Gemetzels, Regie: Karin Beier (Schauspiel Köln)
- Der Menschenfeind (Le Misanthrope), Regie: Karin Beier (Schauspiel Köln)
- Die Nibelungen, Regie: Karin Beier (Schauspiel Köln)
- Der Messias, Regie: Karin Beier (Schauspiel Köln)
- Peer Gynt, Regie: Karin Beier (Schauspiel Köln)
- Good save America, Regie: Karin Beier (Schauspiel Köln)
- Schöne Bescherung, Regie: Karin Beier (Schauspiel Köln)
- Alkestis (ohne Namen) Regie: Jossi Wieler
- Das Fest des Lamms, Regie: Jossi Wieler
- Merlin (den Merlin) Regie: Jossi Wieler

## Filmografie (Auswahl)

### Kino
- 1985: Drei gegen Drei
- 2001: Bella Martha
- 2006: Ein Freund von mir
- 2007: Yella
- 2011: Wer wenn nicht wir
- 2014: Die geliebten Schwestern
- 2014: Über-Ich und Du
- 2014: Stromberg – Der Film
- 2014: Wir sind die Neuen
- 2016: Bibi & Tina: Mädchen gegen Jungs
- 2016: Toni Erdmann
- 2016: Dinky Sinky
- 2017: Happy Burnout
- 2018: In My Room
- 2019: Wie gut ist deine Beziehung?
- 2019: Deutschstunde
- 2019: Auf dem Grund
- 2020: Irgendwann ist auch mal gut
- 2020: Und morgen die ganze Welt
- 2021: Fabian oder Der Gang vor die Hunde
- 2022: Im Westen nichts Neues
- 2023: Kommt ein Vogel geflogen
- 2024: Spirit in the Blood
- 2024: Grüße vom Mars

### Fernsehen
- 1978, 1982: Derrick (Fernsehserie, verschiedene Rollen, 2 Folgen)
- 1980: Der Alte (Fernsehserie, Folge Magdalena)
- 1981: Tod eines Schülers (Fernsehsechsteiler, Folge Der Lehrer)
- 1986: Der Fahnder (Fernsehserie, Folge Cop Conny)
- 1986: Rosowski (Fernsehreihe)
- 1986: Tatort: Schwarzes Wochenende (Fernsehreihe)
- 1990–1991: Büro, Büro (Fernsehserie, 16 Folgen)
- 1993: Der große Bellheim (Fernsehvierteiler, Teil 3 und 4)
- 1994: Doppelter Einsatz (Fernsehserie, Folge Schutzgeld)
- 1996: Der Schattenmann (Fernsehfünfteiler)
- 1997: Ärzte: Dr. Vogt – Neuanfang (Fernsehreihe)
- 1998: Bella Block: Auf der Jagd (Fernsehreihe)
- 2001: Tatort: Gewaltfieber
- 2002: Die Affäre Semmeling (Fernsehsechsteiler)
- 2004: Außer Kontrolle
- 2004: Sterne leuchten auch am Tag
- 2004: Tatort: Märchenwald
- 2007: Mein alter Freund Fritz
- 2008: Ihr könnt euch niemals sicher sein
- 2008: Tatort: Auf der Sonnenseite
- 2009: Kommissar Stolberg (Fernsehserie, Folge Am Tag danach)
- 2009–2012: Der Dicke/Die Kanzlei (Fernsehserie, 10 Folgen)
- 2010: Ihr mich auch
- 2011: Tatort: Herrenabend
- 2011, 2018: Der Tatortreiniger (Fernsehserie, verschiedene Rollen, 2 Folgen)
- 2012: Halbe Hundert
- 2012: Der Fall Jakob von Metzler
- 2012–2024: Mord mit Aussicht (Fernsehserie, 3 Folgen)
- 2013: Bloch: Die Lavendelkönigin (Fernsehreihe)
- 2014: Großstadtrevier (Fernsehserie, Folge Ein Schlag ins Gesicht)
- 2014: Kommissar Dupin: Bretonische Brandung (Fernsehreihe)
- 2015: Zweimal lebenslänglich
- 2015: Der Dicke/Die Kanzlei (Fernsehserie, 3 Folgen)
- 2016: Die Hochzeit meiner Eltern
- 2016: Nie mehr wie es war
- 2016: Wellness für Paare
- 2016: Mutter reicht’s jetzt
- 2016: Ich will (k)ein Kind von Dir
- 2017: Der Polizist, der Mord und das Kind
- 2017: Polizeiruf 110: In Flammen (Fernsehreihe)
- 2018: Unterwerfung
- 2018: Gefangen – Der Fall K.
- 2018: Du bist nicht allein
- 2019: Auf dem Grund
- 2019: Hartwig Seeler – Gefährliche Erinnerung (Fernsehreihe)
- 2019–2021: Merz gegen Merz (Fernsehserie)
- 2020: Unter Freunden stirbt man nicht
- 2023: Merz gegen Merz – Hochzeiten
- 2023: Einfach Nina
- 2024: Merz gegen Merz – Geheimnisse

## Hörspiele
- 2005: Thomas Stiller:  Stille Nacht – Heilige Nacht – Regie: Christoph Dietrich (Hörspiel – SWR)
- 2014: Joachim Ringelnatz: Als Mariner im Krieg – Regie: Harald Krewer (Hörspiel – NDR/DKultur)
- 2014: Martin Becker/Schorsch Kamerun: Väter haben sieben Leben – Regie: Martin Becker/Schorsch Kamerun (Hörspiel – WDR)
- 2025: Sabine Ballbach/Sonja Cöster/Lena Gouverneur: Kyllroth. Tödliche Heimkehr 1917 - Regie: Claudia Johanna Leist (Hörspiel - WDR)[10]

## Auszeichnungen & Nominierungen
- 2015: Deutscher Schauspielerpreis 2015 als Bester Schauspieler in einer komödiantischen Rolle für Wir sind die Neuen
- 2017: Deutscher Schauspielpreis in der Kategorie Ensemblepreis für Wellness für Paare
- 2019: Nominierung Preis der Deutschen Akademie für Fernsehen in der Kategorie Schauspieler Nebenrolle für Merz gegen Merz
- 2020: Preis der Deutschen Akademie für Fernsehen in der Kategorie Schauspieler Nebenrolle für Merz gegen Merz
- 2021: Auszeichnung Beste Europäische Serie für Unter Freunden stirbt man nicht auf dem Festival de la Fiction in La Rochelle
- 2022: Nominierung Grimme-Preis für Para - Wir sind King in der Kategorie Kinder & Jugend[11]
- 2025: Nominierung Deutscher Schauspielpreis in der Kategorie Komödiantische Rolle für Merz gegen Merz - Geheimnisse